# Dennis Castillo
Dennis Castillo, född 31 oktober 1973, är en svensk skådespelare.

## Filmografi
- 1987 – Scorched Heat
- 1989 – Sounds of Silence

### Fotnoter
1. ↑  ”Dennis Castillo”. IMDb.com. http://www.imdb.com/name/nm5234047/?ref_=fn_al_nm_2. Läst 20 februari 2013.